# Italiaans (schaakopening)
De Italiaanse partij of Italiaanse opening, kortweg het Italiaans, is bij een schaakpartij de opening die begint met de zetten 1.e4 e5 2.Pf3 Pc6 3.Lc4 Lc5 (zie diagram). Sommige mensen spreken al vanaf 
3.Lc4 van Italiaans; meestal worden de verschillende voortzettingen vanaf deze zet echter
als zelfstandige openingen beschouwd. In beide betekenissen behoort het Italiaans tot de open spelen. In het Engels gebruikt men soms afzonderlijke namen voor beide betekenissen (men spreekt dan vanaf 3. Lc4 over 'Italian' en vanaf 3. ..., Lc5 over 'Giuoco piano'). 

## Geschiedenis en uitgangspunten van de opening
Het Italiaans is een oude opening, die (net als sommige andere) al werd beschreven in het boek van de Spanjaard Lucena (ca. 1497) en in het eerste Italiaanse schaakboek, van Pedro Damiano (1512). In de eeuwen hierna kreeg de opening veel aandacht van Italiaanse meesters als Polerio (ca. 1550 – ca. 1610), Greco (1600 – ca. 1634) en Del Rio (ca. 1718 – ca. 1802). Ook in de 19e eeuw was deze opening nog populair, maar werd deze gaandeweg verdrongen door het Spaans.
Door beginners en recreatieve spelers wordt het Italiaans nog steeds zeer vaak gespeeld. De opening heeft twee voordelen: ze vloeit als vanzelf voort uit de gouden regels voor de schaakopening (waarbij vlugge ontwikkeling van de stukken voorop staat) én maakt snel tactische verwikkelingen mogelijk. Het is ook mogelijk om enkele gambieten te spelen, zoals het Evansgambiet (3. ..., Lc5 4.b4).
Op de 3e zet vallen beide spelers met hun loper niet alleen een centrumveld aan (wit d5 en zwart d4), maar ook het zwakste veld van de tegenstander: f7 bij zwart, f2 bij wit. De lopers kunnen daardoor bijdragen aan een aanval op de vijandelijke koning. De belangrijke diagonaal a2-g8 (waarop zowel het loperveld c4 als het zwakke veld f7 zich bevinden) wordt naar de opening soms de 'Italiaanse diagonaal' genoemd; a7-g1 is de corresponderende diagonaal voor zwart.
De directe aanval op de koning is ook de hoofdreden dat de opening zo geliefd was bij de oude Italiaanse meesters. Sinds de 19e eeuw is de verdedigingskunst echter beter geworden, waardoor de Spaanse Opening meer gespeeld werd, hoewel Bobby Fischer, Gary Kasparov, Magnus Carlsen en Fabiano Caruana af en toe opnieuw Italiaans speelden.

## Alternatieven voor zwart op de 3e zet
Na 1.e4 e5 2.Pf3 Pc6 3.Lc4 (zie diagram) heeft zwart verschillende mogelijkheden, die zoals gezegd meestal als zelfstandige openingen worden beschouwd maar vanwege hun onderlinge verwantschap hieronder op een rij worden gezet. Deze openingen vallen onder ECO-codes C50-C59.
| Blackburne shillinggambiet | 1.e4 e5 2.Pf3 Pc6 3.Lc4 Pd4 |
| Het eigenlijke Italiaans   | 1.e4 e5 2.Pf3 Pc6 3.Lc4 Lc5 |
| Hongaarse verdediging      | 1.e4 e5 2.Pf3 Pc6 3.Lc4 Le7 |
| Lopez-Rousseaugambiet      | 1.e4 e5 2.Pf3 Pc6 3.Lc4 f5  |
| Parijse verdediging        | 1.e4 e5 2.Pf3 Pc6 3.Lc4 d6  |
| Tweepaardenspel            | 1.e4 e5 2.Pf3 Pc6 3.Lc4 Pf6 |

## Varianten vanaf de 4e zet
In het eigenlijke Italiaans (met 3. ..., Lc5) geldt 4. c3 gevolgd door 5. d4 als de hoofdvariant. Wit probeert zo om direct het centrum te domineren. Wit kan zich echter ook op de stukkenontwikkeling concentreren met zetten als het rustige 4. d3. Een andere mogelijkheid is het scherpe b2-b4, gevolgd (in het Evansgambiet) of voorafgegaan (in de Birdvariant) door c2-c3, wat een dame-uitval naar b3 (op de Italiaanse diagonaal) mogelijk maakt.
Hoewel zwart de eigen 'Italiaanse' loper in sommige varianten kan benutten voor een tegenaanval, zal zwart meestal proberen om zich te verdedigen door het afruilen van stukken of door de stelling gesloten te houden, met behoud van de pion op e5. Een belangrijke tegenzet voor zwart is ook d7-d5, waarmee de Italiaanse diagonaal onderbroken en de witte loper aangevallen wordt.
Een overzicht van een aantal varianten met een eigen naam:
| Giuoco Pianissimo  | 1.e4 e5 2.Pf3 Pc6 3.Lc4 Lc5 4.d3                                                              |
| Hoofdvariant       | 1.e4 e5 2.Pf3 Pc6 3.Lc4 Lc5 4.c3                                                              |
| Bourdonnais        | 1.e4 e5 2.Pf3 Pc6 3.Lc4 Lc5 4.c3 d6 5.d4 ed 6.cd Lb6                                          |
| Canal              | 1.e4 e5 2.Pf3 Pc6 3.Lc4 Lc5 4.d3 Pf6 5.Pc3 d6 6.Lg5                                           |
| gesloten           | 1.e4 e5 2.Pf3 Pc6 3.Lc4 Lc5 4.c3 De7                                                          |
| centrumvariant     | 1.e4 e5 2.Pf3 Pc6 3.Lc4 Lc5 4.c3 De7 5.d4 Lb6                                                 |
| Tarrasch           | 1.e4 e5 2.Pf3 Pc6 3.Lc4 Lc5 4.c3 De7 5.d4 Lb6 6.0-0 Pf6 7.a4 a6 8.Te1 d6 9.h3                 |
| Mestel             | 1.e4 e5 2.Pf3 Pc6 3.Lc4 Lc5 4.c3 De7 5.d4 Lb6 6.Lg5                                           |
| Eisunger           | 1.e4 e5 2.Pf3 Pc6 3.Lc4 Lc5 4.c3 De7 5.d4 Lb6 6.d5 Pb8 7.d6                                   |
| Birdvariant        | 1.e4 e5 2.Pf3 Pc6 3.Lc4 Lc5 4.c3 Pf6 5.b4                                                     |
| GhulamKassim       | 1.e4 e5 2.Pf3 Pc6 3.Lc4 Lc5 4.c3 Pf6 5.d4 ed 6.e5 Pe4 7.Ld5 Pf2 8.Kf2 dc 9.Kg3                |
| Andersen           | 1.e4 e5 2.Pf3 Pc6 3.Lc4 Lc5 4.c3 Pf6 5.d4 ed 6.e5 d5 7.Lb5 Pe4 8.cd Lb4                       |
| Krausevariant      | 1.e4 e5 2.Pf3 Pc6 3.Lc4 Lc5 4.c3 Pf6 5.d4 ed 6.cd Lb4 7.Ld2 Pe4 8.Lb4 Pb4 9.Lf7 Kf7 10.Db3    |
| Cracowvariant      | 1.e4 e5 2.Pf3 Pc6 3.Lc4 Lc5 4.c3 Pf6 5.d4 ed 6.cd Lb4 7.Kf1                                   |
| Greco aanval       | 1.e4 e5 2.Pf3 Pc6 3.Lc4 Lc5 4.c3 Pf6 5.d4 ed 6.cd Lb4 7.Pc3 Pe4 8.0-0 Pc3                     |
| Bernstein          | 1.e4 e5 2.Pf3 Pc6 3.Lc4 Lc5 4.c3 Pf6 5.d4 ed 6.cd Lb4 7.Pc3 Pe4 8.0-0 Pc3 9.bc                |
| Aitken             | 1.e4 e5 2.Pf3 Pc6 3.Lc4 Lc5 4.c3 Pf6 5.d4 ed 6.cd Lb4 7.Pc3 Pe4 8.0-0 Pc3 9.bc Lc3 10.La3     |
| Steinitz           | 1.e4 e5 2.Pf3 Pc6 3.Lc4 Lc5 4.c3 Pf6 5.d4 ed 6.cd Lb4 7.Pc3 Pe4 8.0-0 Lc3 9.bc d5 10.La3      |
| Mölleraanval       | 1.e4 e5 2.Pf3 Pc6 3.Lc4 Lc5 4.c3 Pf6 5.d4 ed 6.cd Lb4 7.Pc3 Pe4 8.0-0 Lc3 9.d5                |
| Therkatz           | 1.e4 e5 2.Pf3 Pc6 3.Lc4 Lc5 4.c3 Pf6 5.d4 ed 6.cd Lb4 7.Pc3 Pe4 8.0-0 Lc3 9.d5 Lf6 10.Te1 Pe7 |
| Albingambiet       | 1.e4 e5 2.Pf3 Pc6 3.Lc4 Lc5 4.c3 Pf6 5.0-0                                                    |
| Evansgambiet       | 1.e4 e5 2.Pf3 Pc6 3.Lc4 Lc5 4.b4                                                              |
| Rosentretergambiet | 1.e4 e5 2.Pf3 Pc6 3.Lc4 Lc5 4.d4                                                              |
| Jeromegambiet      | 1.e4 e5 2.Pf3 Pc6 3.Lc4 Lc5 4.Lf7                                                             |
| Deutzgambiet       | 1.e4 e5 2.Pf3 Pc6 3.Lc4 Lc5 4.0-0 Pf6 5.d4                                                    |

In de ECO-classificatie zijn deze varianten verspreid over verschillende rubrieken: de varianten met c2-c3 (inclusief de varianten van de 'Giuoco Pianissimo' waarin wit zowel c3 als d3 speelt) hebben de codes C53 en C54; het Evansgambiet beslaat de codes C51 en C52; alle overige varianten delen de code C50 met de Hongaarse verdediging en andere alternatieven voor zwart op de 3e zet.